# 长尾蹶鼠
长尾蹶鼠（学名：Sicista caudata），一种分布于俄罗斯远东及中国东北地区的小型哺乳动物，隶属于蹶鼠科蹶鼠属（长尾蹶鼠属）。本种原被视为蹶鼠（Sicista concolor）东北亚种，现被提升为独立种。

## 形态特征
长尾蹶鼠尾体长59～71毫米，重8～10.3克，尾长可达96～118毫米，超过体长的1.66倍。耳近圆形，长12～13毫米。身体背面呈鲜明的棕褐色，背脊色深，杂以黑黄褐色；腹部毛基污白色，毛端灰白色。